# Philae (mòdul de descens)
Philae és un mòdul de descens robòtic de l'Agència Espacial Europea que acompanyava la seva nau espacial Rosetta, i dissenyat per aterrar en el cometa 67P/Txuriúmov-Herassimenko poc després d'arribar, fet que es va aconseguir a les 17:03 del dia 12 de novembre de 2014., convertint-se en el primer contacte controlat amb el nucli d'un cometa. Els seus instruments haurien d'obtenir les primeres imatges de la superfície d'un cometa i realitzar els primers anàlisis in situ per a determinar-ne la composició.
La sonda porta el nom de l'Illa Philae en el Nil, on es va trobar un obelisc que va ser usat juntament amb la Pedra de Rosetta per desxifrar jeroglífics egipcis.

## Missió
La missió de Philae és aconseguir aterrar satisfactòriament a la superfície del cometa, i transmetre dades des de la seva superfície sobre la composició d'aquest. A diferència de la prova de Deep Impact, que estava dissenyat per a xocar amb el nucli del cometa Tempel 1 el 4 de juliol 2005, Philae no està pensat per impactar. Alguns dels instruments i el mòdul de descens van ser utilitzats per primera vegada com a sistemes autònoms durant el vol de reconeixement a Marts el 25 de febrer de 2007. ÇIVA, el sistema de càmeres, va retornar diverses imatges metre els instruments de Rosetta s'apagaven; ROMAP va prendre mesures de la magnetosfera de Mart. Molts dels altres instruments necessiten el contacte amb la superfície per a poder realitzar les anàlisis i van romandre apagats durant el vol de reconeixement. Una estimació optimista de la duració de la missió és de "quatre a cinc mesos".

### Objectius científics
Els objectius científics de la missió es focalitzen en anàlisis "elemental, isotòpic, molecular i de composició mineralògica del material del cometa, l'estudi de les propietats físiques dels materials de la superfície i la subsuperfície, l'estructura a gran escala i l'entorn magnètic i de plasma del nucli."

### Aterratge
Fins al 12 de novembre de 2014, Philae va romandre enganxat a la nau Rosetta després de trobar-se amb el comenta 67P/C-G. El 15 de setembre de 2014, l'ESA va anunciar el punt J, anomenat Agilkia en honor d'Agilkia Island segons un concurs públic de l'ESA, com el punt al "cap" del cometa que seria la destinació per a l'aterratge.
Philae es va desenganxar de Rosetta el 12 de novembre de 2014 a les 08:35 UTC, tenint en 7 hores com el temps esperat per a dur el descens i l'aterratge posterior.

## Cronologia
Els principals moments del procés de desenganxar-se, del descens i l'aterratge al cometa són els següents:
- 09:06 CET: Rosetta ha realitzat la maniobra necessària per a canviar la trajectòria i trobar-se en condicions d'enviar la sonda Philae cap al cometa.
- 09:08 CET: Rosetta es troba a 24 kilòmetres del cometa. Separació prevista dels dos mòduls a una distància de 22,5 km.
- 09:25 CET: detectada una avaria al propulsor que la sonda porta a bord, i que hauria de propulsar-la cap al cometa en la fase final de l'aterratge. Significa que la sonda només disposaria d'arpó i cargols per a clavar-se.
- 09:30 CET: els responsables de la missió decideixen no avortar la missió i continuar tot i el problema amb el propulsor.
- 09:35 CET: separació entre la nau Rosetta i la sonda Philae. Sense confirmació encara a causa del temps que requereixen les comunicacions per arribar a la Terra. Confirmació prevista a les 09:03 UTC.
- 10:05 CET: recepció de la confirmació que les dues naus s'han separat correctament.
- 10:14 CET: es perd la comunicació amb la sonda, tal com estava previst. Les comunicacions a partir d'ara es realitzaran des de la sonda passant per la nau Rosetta, i no a directament des de la nau. Primer senyal previst en dues hores.
- 12:06 CET: es rep la primera comunicació de Philae, confirmant que es rep la telemetria de la sonda, i que per tant es podrà rebre informació del descens.
- 13:05 CET: Philae ha realitzar la meitat del recorregut fins al cometa. Es troba a 11 kilòmetres.
- 15:46 CET: Andrea Accomazzo, director de vol de la missió, comenta que "es rep correctament la telemetria tant de Philae com de Rosetta, i que la sonda es troba en la posició correcta per a l'aterratge".
- 16:27 CET: s'entra en la finestra per a l'aterratge. S'espera l'aterratge a les 17:02 CET.[13] Stefan Ulamec, director del projecte Philae també ho ha comentat.[3] La sonda pot aterrar en qualsevol moment en els propers quaranta minuts, arribant el senyal 28 minuts més tards (el temps per a creuar els 510 milions de kilòmetres que la separen de la Terra a la velocitat de la llum).
- 17:04 CET: la sonda Philae ha aconseguit aterrar a la superfície del cometa, i enviar el primer missatge.[3][13]
- 17:08 CET: confirmació que Philae ha aterrat correctament.[3]

## Galeria

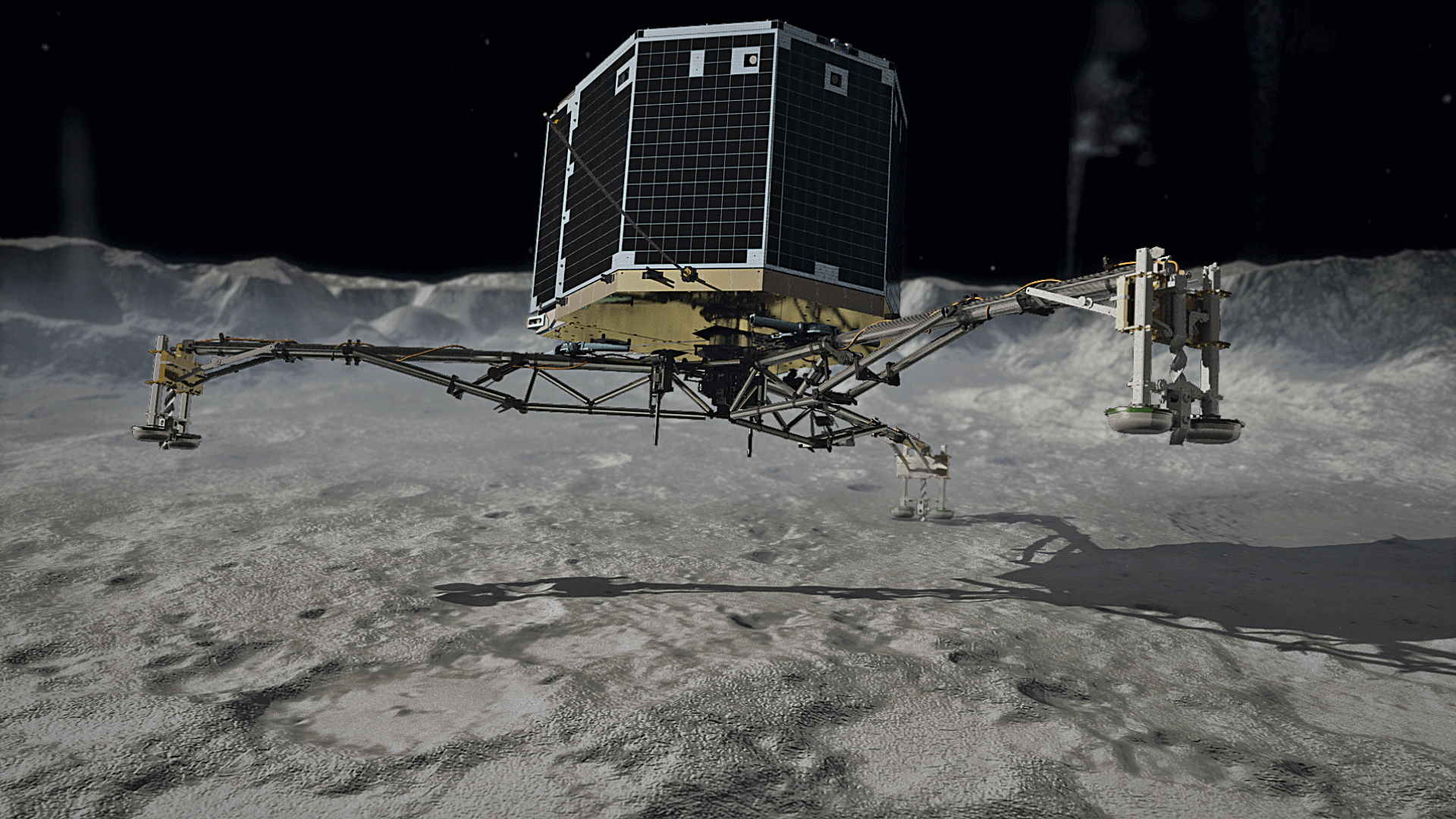
Representació de l'aterratge de Philae al cometa
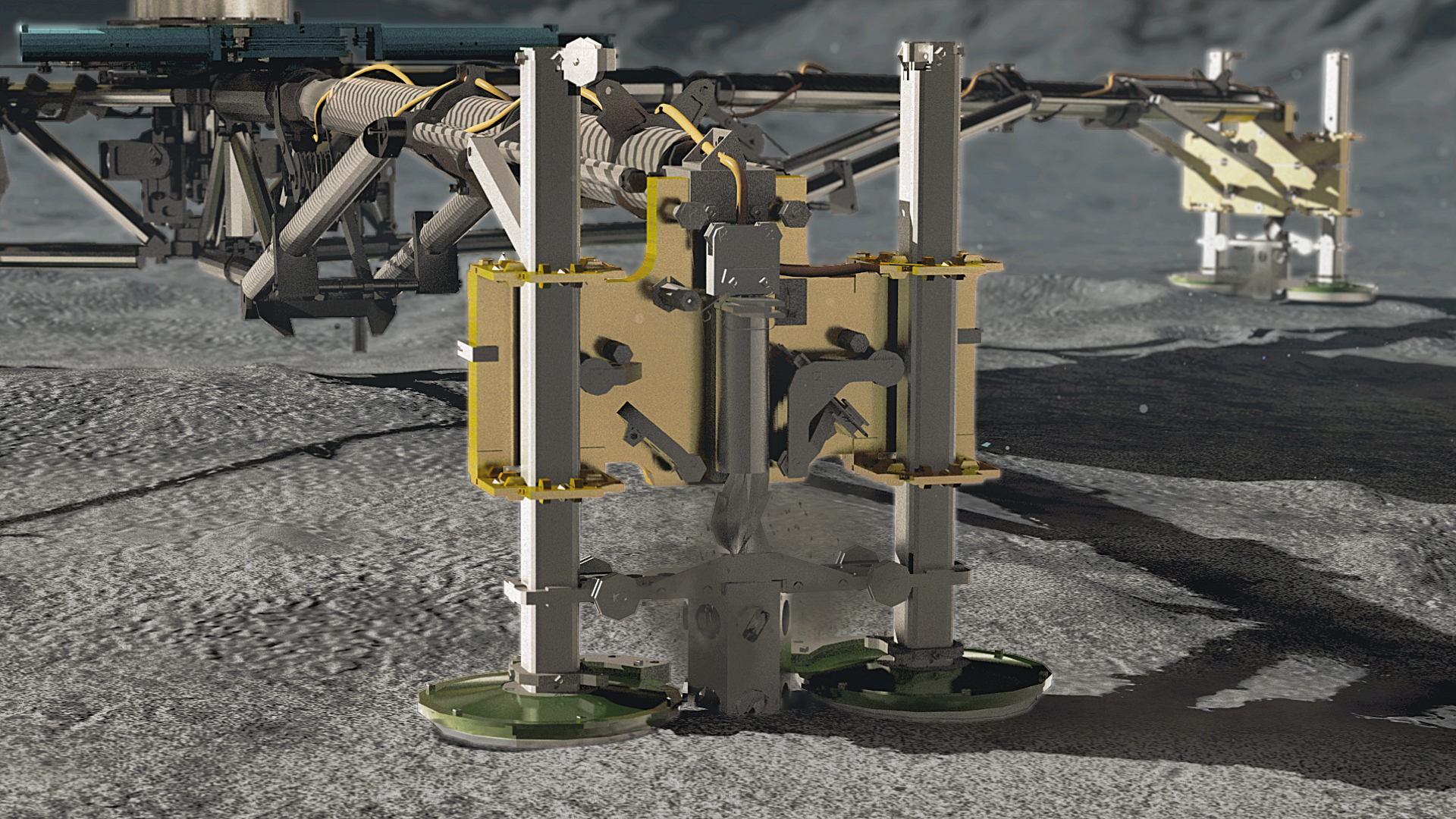
Potes de la sonda Philae